# King of Spain
King of Spain är den första singeln från The Tallest Man on Earths andra album, The Wild Hunt. Skivan utgavs 2 mars 2010 och innehåller, förutom de egenhändigt författade låtarna, även en cover på Paul Simons "Graceland".

## Låtlista
1. "King of Spain" - 3:26
2. "Graceland" (Paul Simon) - 2:55
3. "Where I Thought I Met the Angels" - 4:31